# Bầu cử Quốc hội Việt Nam khóa XIII
Một cuộc bầu cử quốc hội lần thứ 13 được tổ chức tại Việt Nam vào ngày 22 tháng 5 năm 2011.
Theo Bộ Nội vụ Việt Nam, đã có 827 ứng cử viên. 31,4% là phụ nữ, 14,3% không phải là Đảng viên của Đảng Cộng sản, 16,1% là thành viên của các dân tộc thiểu số và 22,1% là ứng cử viên tái tranh cử.
500 dân biểu được bầu ra. 333 dân biểu tham gia đầu tiên, 4 là tự ứng cử. Hầu như tất cả trong số họ có ít nhất một bằng đại học, 15,6% là dân tộc thiểu số, 24,4% là phụ nữ, và 8,4% không phải là thành viên của Đảng Cộng sản. Cử tri đi bầu là 99,51%, với các tỉnh miền núi phía bắc như Lai Châu, Hà Giang, Hòa Bình và Lạng Sơn báo cáo số cử tri đi bỏ phiếu là 99,99% .

## Kết quả
Xem: Danh sách đại biểu Quốc hội Việt Nam khóa XIII
| Liên minh                 |                           | Thành viên             | Chỗ ngồi |
| ------------------------- | ------------------------- | ---------------------- | -------- |
| Mặt trận Tổ quốc Việt Nam | Mặt trận Tổ quốc Việt Nam | Đảng Cộng sản Việt Nam | 458      |
| Mặt trận Tổ quốc Việt Nam | Mặt trận Tổ quốc Việt Nam | Thành viên khác        | 38       |
| Độc lập                   |                           |                        | 4        |